# Danxia cinese
Il Danxia cinese o rilievo Danxia della Cina (in cinese 丹霞地貌, pinyin dānxiá dìmào, letteralmente "rilievo nuvole viola", Jyutping: daan1haa4 dei6maau6) è un insieme di paesaggi che si trovano nel sud-est, sud-ovest e nord-ovest della Cina che "consistono in un letto rosso caratterizzato da ripide scogliere". Si tratta di un tipo unico di geomorfologia petrografica che si trova in Cina. La morfologia di Danxia è formata da arenarie di colore rosso e conglomerati di età in gran parte cretacea. Le morfologie assomigliano molto alla topografia carsica che si forma in aree sottostanti ai calcari, ma poiché le rocce che formano la danxia sono arenarie e conglomerati, sono state chiamate morfologie "pseudo-carsiche". Sono stati formati da forze endogene (incluso il sollevamento) e forze esogene (inclusi agenti atmosferici ed erosione).
I primi studi su quelle che oggi sono indicate come morfologie Danxia sono stati condotti sul Monte Danxia vicino a Shaoguan, in Cina. Negli anni '20 e '30 i geologi cinesi si sforzarono di saperne di più su queste interessanti strutture geomorfiche. Le morfologie di Danxia sono costituite da una crosta continentale sollevata che è stata fagliata ed erosa, esponendo grandi scarpate di roccia stratificata, di colore rosso.
Le morfologie di Danxia coprono diverse province nel sud-est della Cina. La contea di Taining, nella provincia del Fujian, ha ottimi esempi di "giovani" forme del terreno danxia in cui si sono formate valli profonde e strette. Man mano che la morfologia del terreno invecchia, le valli si allargano e si ottengono torri e creste isolate. La morfologia della danxia prende il nome dal monte Danxia, uno dei più famosi esempi di morfologia della danxia. Una caratteristica molto peculiare del paesaggio danxia è lo sviluppo di numerose grotte di varie dimensioni e forme. Le grotte tendono ad essere poco profonde e isolate, a differenza del vero terreno carsico dove le grotte tendono a formare reti profonde e interconnesse. Nel 2010, diversi paesaggi danxia nel sud della Cina, con il nome generico di "China Danxia", sono stati iscritti come Patrimonio dell'Umanità. Le sei aree di morfologia danxia iscritte sono: Monte Langshan e Monte Wanfo (provincia di Hunan), Monte Danxia (provincia del Guangdong), Taining e Monte Guanzhi (provincia del Fujian), Monte Longhu e Guifeng (provincia di Jiangxi), Fangyan, Monte Jianglang (provincia di Zhejiang) e Monte Chishui (Guizhou Provincia). L'area centrale totale delle 6 regioni è di 73.945 ettari e l'area cuscinetto totale è di 65.446 ettari. Altre aree danxia degne di nota, come il Parco Geologico Nazionale di Zhangye Danxia, non sono incluse nel Patrimonio dell'Umanità.

## Geologia

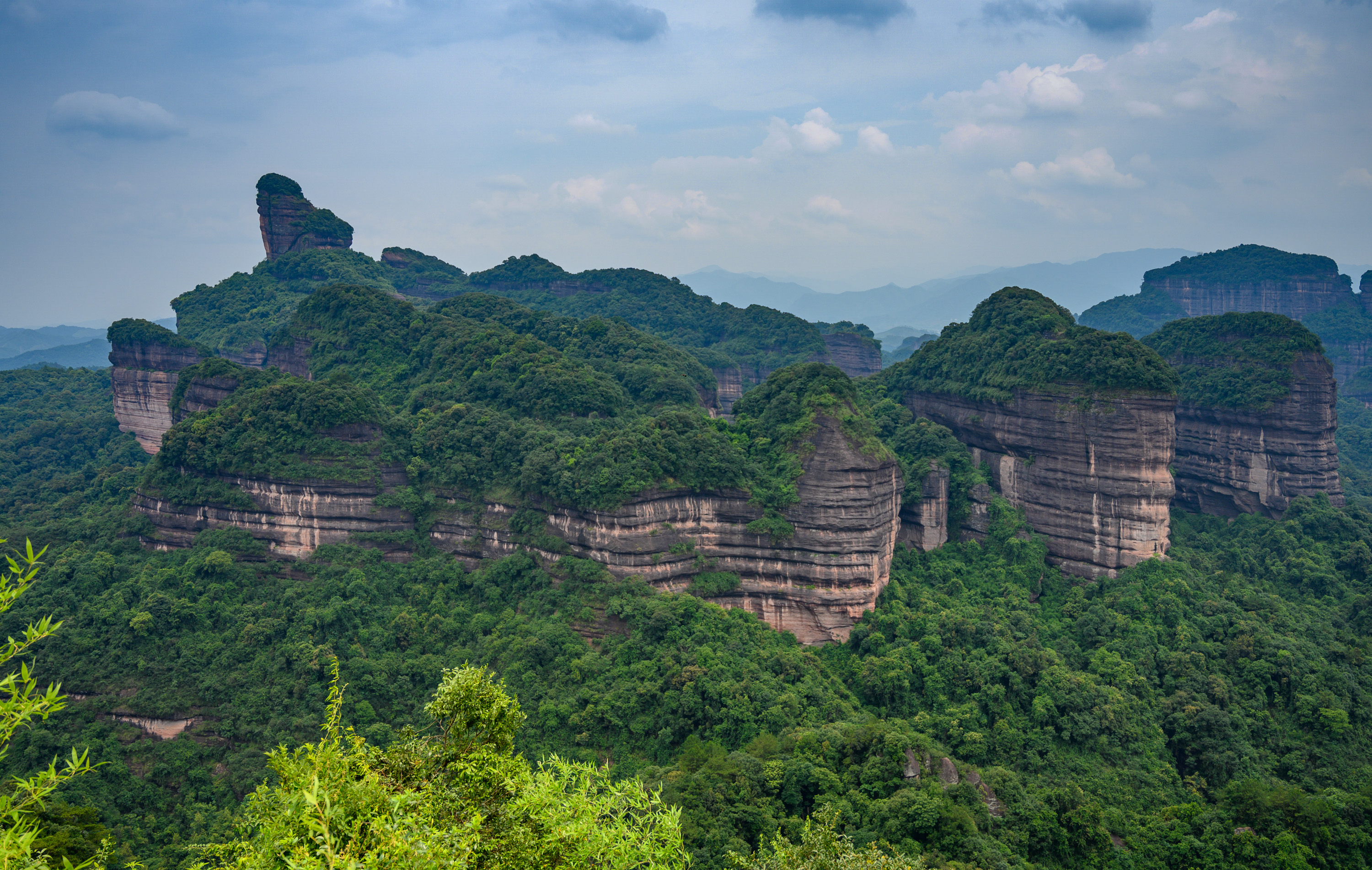
Piccola parte della Gamma Danxia

Circa 80 milioni di anni fa (Ma) l'arenaria rossa cretacea e il conglomerato si depositarono per sedimentazione dai laghi e dai corsi d'acqua. Dopo altri 15 milioni di anni, i movimenti delle placche tettoniche hanno creato molte faglie. Intorno a 23 milioni di anni fa, il movimento della catena himalayana ha disturbato la terra intorno alla morfologia di Danxia nella provincia cinese del Guangdong, sollevando e cambiando completamente la topografia dell'area.

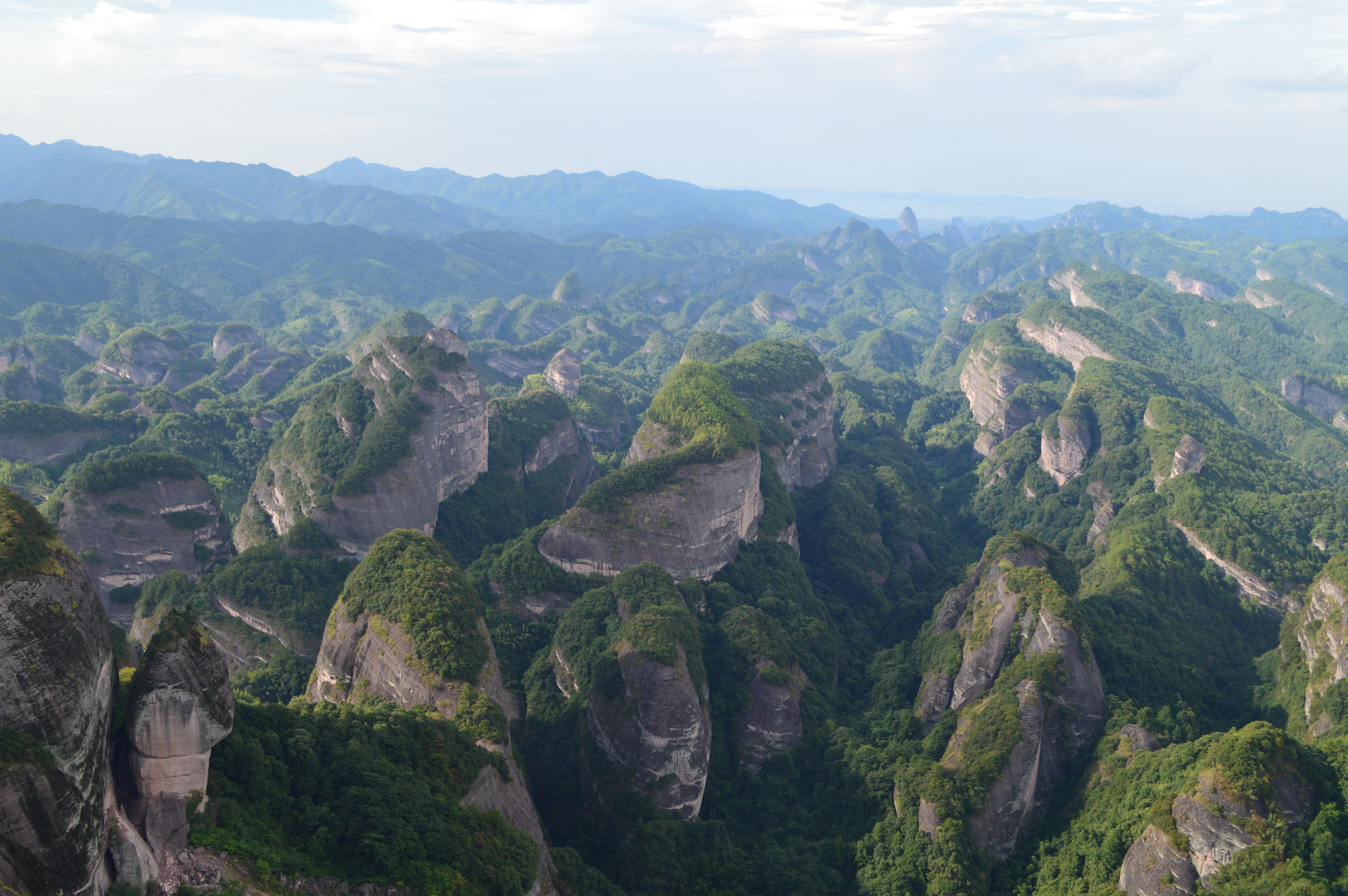
Il Monte Langshan a Hunan

Nel corso di milioni di anni le ripide scogliere che si possono vedere oggi, esposte da faglie, si sono formate attraverso gli agenti atmosferici e l'erosione. Questa geologia può essere vista nel Danxiashan Geopark in Cina, dove ci sono circa 290 chilometri quadrati di corsi d'acqua, foreste e imponenti formazioni rocciose Danxian.

## Origine del nome
Nel 1928, lo scienziato dei minerali Feng Jinglan notò la distribuzione diffusa dello strato di ossidazione rossa. Feng Jinglan si è reso conto che si tratta di una morfologia nuova di zecca. Decise di chiamarlo DanXia, che deriva dalla parola nell'antico poema cinese di CaoPi "Poesia della piscina dell'ibisco". Il nome "Dan Xia" si riferisce a "丹 (vermiglio)霞 (bagliore del sole)" in cinese.